# Rottenführer

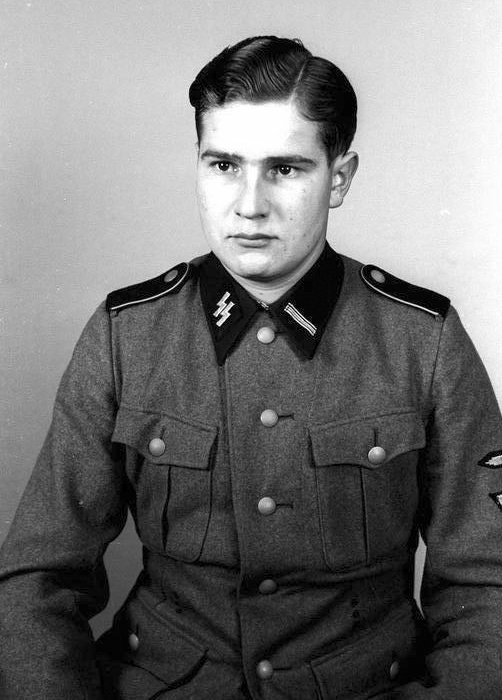
Un SS-Rottenführer in servizio nel campo di concentramento di Mauthausen-Gusen.

Rottenführer (ˈʁɔtn̩fyːʁɐ) era un grado paramilitare del Partito Nazista utilizzato dallo Schutzstaffel (SS) tra il 1934 e il 1945.
L'insegna del Rottenführer consisteva in due doppie strisce argentate su una toppa nuda sul colletto.
Uno dei più famosi soldati aventi avuto questo grado fu Josef Blösche, un criminale di guerra condannato per crimini sulla popolazione civile, specialmente durante la rivolta di Varsavia nel 1944.

## Creazione
Il grado di Rottenführer fu utilizzato per la prima volta nel 1932 come grado Sturmabteilung (SA) a causa di un'espansione dell'organizzazione che richiedeva un maggior numero di posizioni di leva. Poiché i primi gradi delle SS erano identici a quelli della SA, Rottenführer divenne contemporaneamente anche un grado delle SS.
Rottenführer fu la prima posizione delle SS e delle SA ad avere il comando su altre truppe paramilitari. Comandavano una rotte (equivalente a una squadra o sezione) che di solito contava non più di cinque o sette persone. Un Rottenführer, a sua volta, rispondeva a uno Scharführer.
Dopo il 1934, una ristrutturazione dei gradi delle SS rese Rottenführer inferiore al nuovo grado di SS-Unterscharführer, sebbene nelle SA il grado continuasse a essere immediatamente inferiore a quello di Scharführer.